# UFC on ESPN: Hermansson vs. Holland
UFC on ESPN: Hermansson vs. Vettori (também conhecido como UFC on ESPN 19) é um evento de MMA produzido pelo Ultimate Fighting Championship no dia 5 de dezembro de 2020, no UFC Apex em Las Vegas, Nevada.

## Background
Uma luta no peso médio entre Darren Till e Jack Hermansson era esperada para servir como luta principal da noite. Entretanto, Till teve que se retirar da luta e foi substituído por Kevin Holland.
Kevin Holland foi removido do card por ter contraído Coronavírus, Marvin Vettori foi escalado como substituto, fazendo assim a nova luta principal com Jack Hermansson.
John Allan Arte e Roman Dolidze eram esperados para se enfrentarem no UFC 255. A luta foi adiada para este evento.
Uma luta no peso galo entre Cody Stamann e Merab Dvalishvili era esperada para ocorrer neste evento. Entretanto, Stamann teve que se retirar da luta. Ele foi substituído por Raoni Barcelos. Porém, Barcelos também teve que se retirar do evento e a luta foi cancelada.